# Saunja (Kuusalu)
Saunja est un village de la commune de Kuusalu du comté de Harju en Estonie.
Au 31 décembre 2011, il compte 115 habitants.